# Championnat de Tunisie masculin de handball 2008-2009
Navigation
Saison précédente 2007-2008 Saison suivante 2009-2010
La saison 2008-2009 du championnat de Tunisie masculin de handball est la 54e édition de la compétition.
Le titre est joué dans le cadre du play-off qui consacre l'Espérance sportive de Tunis au détriment de l'Étoile sportive du Sahel, qui a pourtant terminé première au cours de la première phase du championnat. 
Pour la relégation, il n'y a eu aucun suspense : la Jeunesse sportive kairouanaise et Jendouba Sports n'ont pas résisté aux autres adversaires, notamment Jendouba qui a accumulé 22 défaites en autant de matchs dont une par forfait à domicile. Ils sont remplacés par le Club sportif hilalien et l'Union sportive de Gremda.

## Clubs participants
| - Association sportive d'Hammamet - Club africain - El Baath sportif de Béni Khiar - El Makarem de Mahdia - Espoir sportif de Hammam Sousse - Étoile sportive du Sahel | - Espérance sportive de Tunis - Jendouba Sports - Jeunesse sportive kairouanaise - Sporting Club de Moknine - Stade nabeulien - Union sportive témimienne |

## Compétition

### Première phase
Le barème de points servant à établir le classement se décompose ainsi :
- Victoire : 3 points
- Match nul : 2 points
- Défaite : 1 point
- Forfait ou pénalité : 0 point

|    | Équipe                              | Pts | J  | G  | N | P      | Bp  | Bc  | Diff |
| -- | ----------------------------------- | --- | -- | -- | - | ------ | --- | --- | ---- |
| 1  | Étoile sportive du Sahel (C)        | 62  | 22 | 20 | 0 | 2      | 651 | 505 | 146  |
| 2  | Espérance sportive de Tunis         | 61  | 22 | 19 | 1 | 2      | 621 | 492 | 129  |
| 3  | Club africain (T)                   | 59  | 22 | 18 | 1 | 3      | 689 | 552 | 137  |
| 4  | Sporting Club de Moknine            | 47  | 22 | 12 | 1 | 9      | 608 | 571 | 37   |
| 5  | El Baath sportif de Béni Khiar      | 45  | 22 | 10 | 3 | 9      | 565 | 556 | 9    |
| 6  | El Makarem de Mahdia                | 45  | 22 | 11 | 1 | 10     | 584 | 597 | -13  |
| 7  | Union sportive témimienne           | 42  | 22 | 8  | 4 | 10     | 602 | 612 | -10  |
| 8  | Association sportive d'Hammamet     | 42  | 22 | 8  | 4 | 10     | 595 | 588 | 7    |
| 9  | Espoir sportif de Hammam Sousse (P) | 37  | 22 | 7  | 1 | 14     | 566 | 594 | -28  |
| 10 | Stade nabeulien                     | 37  | 22 | 6  | 3 | 13     | 561 | 617 | -56  |
| 11 | Jeunesse sportive kairouanaise      | 29  | 22 | 3  | 1 | 18     | 577 | 662 | -85  |
| 12 | Jendouba Sports (P)                 | 21  | 22 | 0  | 0 | 22(1F) | 408 | 699 | -291 |

### Play-off
Le play-off se déroule en matchs éliminatoires (aller et retour) entre les quatre premiers du classement :
|  | Demi-finales      | Demi-finales | Demi-finales | Demi-finales | Demi-finales |  |               | Finale                 | Finale | Finale | Finale | Finale |
|  |                   |              |              |              |              |  |               |                        |        |        |        |        |
|  |                   |              |              |              |              |  |               |                        |        |        |        |        |
|  | (1) ES Sahel      | 2            | 32           | 24           |              |  |               |                        |        |        |        |        |
|  | (4) SC Moknine    | 0            | 18           | 23           |              |  |               |                        |        |        |        |        |
|  |                   |              |              |              |              |  |               |                        |        |        |        |        |
|  |                   |              |              |              |              |  | ES Sahel      | -                      | 33 (5) | 33     |        |        |
|  |                   | ES Tunis     | -            | 33 (6)       | 36           |  |               |                        |        |        |        |        |
|  |                   |              |              |              |              |  |               |                        |        |        |        |        |
|  |                   |              |              |              |              |  |               | Match pour la 3e place |        |        |        |        |
|  |                   |              |              |              |              |  |               |                        |        |        |        |        |
|  | (2) ES Tunis      | 2            | 19           | 22           |              |  | Club africain | -                      | 35     | 31     |        |        |
|  | (3) Club africain | 0            | 20           | 21           | -            |  |               | SC Moknine             | -      | 36     | 26     |        |

|  | Suivi de la série. |

|  | Score de l'équipe recevante. |

|  | Score de l'équipe en déplacement. |

En gras : L'équipe vainqueur.

### Ligue nationale B
- Club sportif hilalien : 60
- Union sportive de Gremda : 59
- Aigle sportif de Téboulba : 57
- Stade tunisien : 49
- Croissant sportif de M'saken : 43
- Handball Club de Djerba : 40
- Union sportive sayadie : 40
- Jeunesse sportive de Chihia : 39
- Sporting Club de Ben Arous : 38
- Club olympique de Médenine : 37
- Zitouna Sports : 33
- Association sportive de handball de l'Ariana : 31

Les deux derniers rétrogradent en division d'honneur et sont remplacés par le Club sportif de Hiboun et le Club sportif de Sakiet Ezzit.

## Champion
- Espérance sportive de Tunis
  - Président : Hamdi Meddeb
  - Président de section : Kaïs Attia
  - Entraîneur : - Boro Golić puis  Néjib Ben Thayer
  - Effectif : Wassim Helal, Slim Zehani et Haythem Ben Amor (GB), Bassem Mrabet, Moslem Karray, Anis Gatfi, Naceur Chabbah, Houssam Hmam, Mourad Settari, Mahmoud Gharbi, Saber Tajouri, Wael Horri, Youssef Benali, Khaled Hidri, Slim Henia, Brahim Lagha, Marouène Ben Abdallah, Walid Ben Romdhan, Imed Laâmari, Kharbeche, Jabeur Yahiaoui, Elyès Hachicha, Othmani[Qui ?], Ayachi[Qui ?][1]